# Scipione Ugoni
Scipione Ugoni (Brescia, milieu XVe siècle – Costabissara, 7 octobre 1513) est un condottiere italien, au service de la république de Venise.

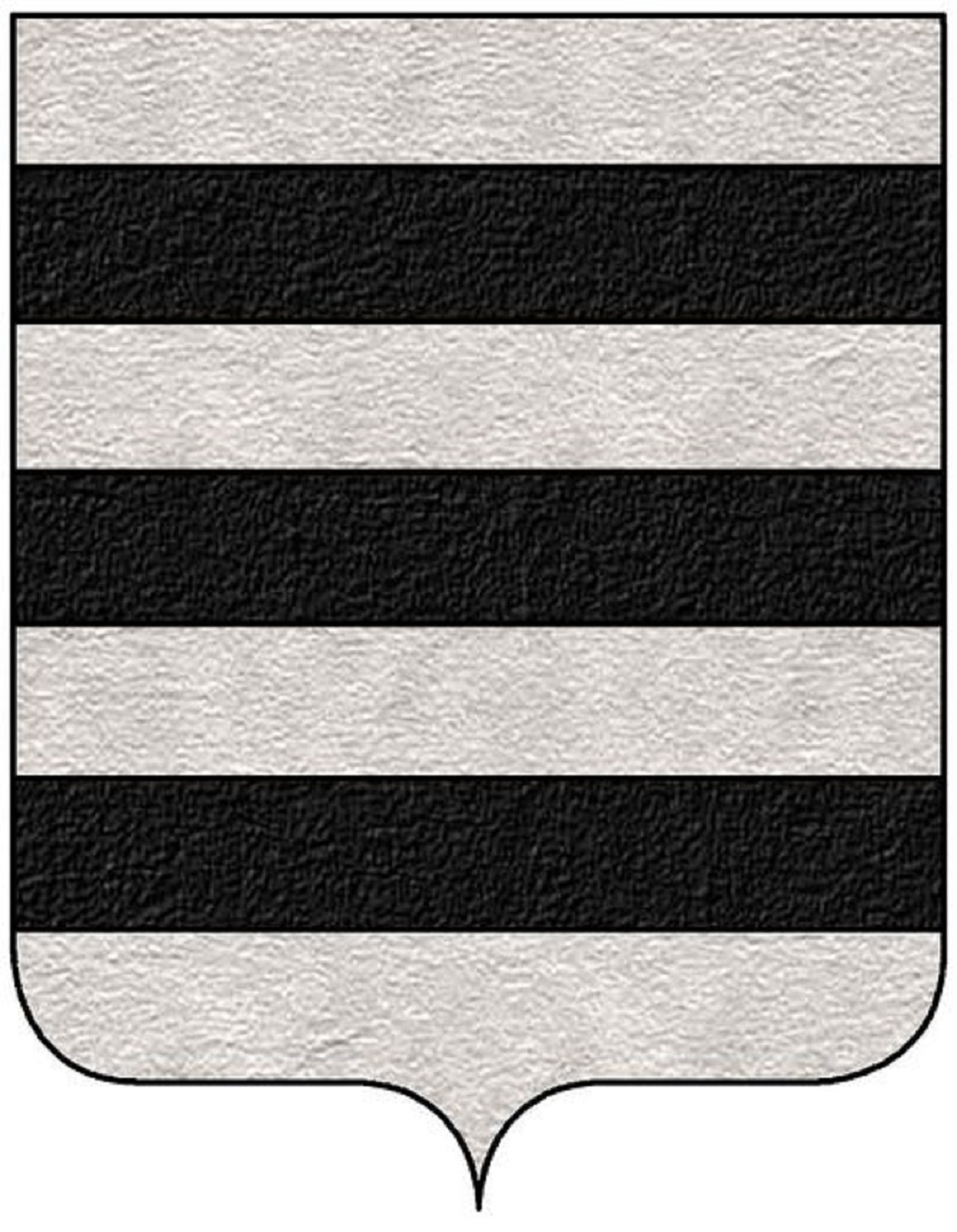
Armoiries probables des Ugoni non comitaux.

## Biographie
Scipione Ugoni naît à Brescia dans une famille aristocratique en une année non précisée au milieu du XVe siècle. Il commence jeune homme sa carrière dans les armes avec son frère Bernardino (mort vers 1515). Il se range du côté de la puissante république de Venise dès le début. Les premières informations sur le chef remontent à 1510, lorsque pendant la guerre de la Ligue de Cambrai, il est opérationnel à Gradisca d'Isonzo avec le commandement d'une centaine de fantassins, où il aide à repousser une forte attaque de l'armée impériale portée par 200 chevaliers, 1000 fantassins et de nombreux paysans.
En septembre 1511, il quitte Cividale del Friuli avec le capitaine Antonio da Patrasso pour se réfugier à Marano Lagunare où il est rejeté car il y a dans sa compagnie des personnes soupçonnées de manque de loyauté envers Venise. En octobre, il reçoit l'ordre de défendre Trévise où il se distingue par son courage et sa capacité. Il suit ensuite Renzo di Ceri dans son expédition dans le Frioul. À l'été 1512, il se rend dans les territoires de Brescia avec 258 fantassins et participe au siège de la ville à la tête de 100 fantassins, dans la première équipe qui doit attaquer les murs de la ville.
En mai 1513, il reçoit la tâche de l'administrateur de Salò, Daniele Dandolo, de défendre la Riviera di Salò, menacée par les impériaux, flanquée des connétables Maffeo Cagnolo et Francesco Calzone : à la tête de 300 fantassins, rejoints par les habitants de Gargnano, il attaque Malcesine et conquiert le château, tuant 18 Terazzani et perdant 3 hommes ; dans l'action, il capture le châtelain allemand et un riche citoyen véronais, qui sont emmenés prisonniers à Salò avec un butin considérable. Entre mai et juin, il envahit Valvestino à trois reprises, se heurtant aux troupes des comtes de Lodrone, et saccage tout sur son passage, notamment à Magasa et Cadria.
En juillet, Bartolomeo d'Alviano, commandant militaire à la solde des Français et des Vénitiens, le charge avec Vigo da Perugia et Bartolomeo della Barba, tous capitaines de fortune, de défendre Peschiera del Garda avec 500 fantassins, assiégés par l'armée impériale qui est descendue de Trente et de la vallée de l'Adige et qui se dirige vers Bergame. Il se comporte vaillamment en repoussant un premier assaut espagnol avec ses hommes, causant la perte de 150 soldats parmi les assaillants. Avec la reddition de la forteresse, il est capturé par le connétable Francisco Maldonado, qui lui impose une prime de 100 ducats pour sa libération. Libéré, il se réfugie à Venise où, avec l'autorisation du sénat, il reconstitue à nouveau sa compagnie de mercenaires dans le domaine vénitien de Padoue.
Il meurt à la bataille de Vicence le 7 octobre 1513 en combattant courageusement les Espagnols de Raimond de Cardona.